# Autopsy (film 2016)
Autopsy (The Autopsy of Jane Doe) è un film del 2016 diretto da André Øvredal.
Si tratta del primo film in lingua inglese girato dal regista norvegese.

## Trama
Quando, in una piccola cittadina della Virginia, viene rinvenuto il cadavere intatto di una giovane donna non identificata semi-sepolto nello scantinato di una casa in cui si è verificato un triplice omicidio cruento e anomalo (nessun segno di effrazione e nessun movente apparente), lo sceriffo Sheldon Burke incarica il medico legale Dr. Tommy Tilden, che gestisce un obitorio-crematorio nel seminterrato della sua casa, di trovare la causa della morte della giovane entro la mattina seguente. Ad aiutare il medico c’è il figlio Austin che ha rinunciato a una serata-cinema con la fidanzata Emma.
L'autopsia di Jane Doe inizia con l'esame esterno del cadavere che risulta estremamente ben pulito - ad eccezione di un po’ di torba sotto le unghie - e conservato - tranne gli occhi grigi come nei cadaveri datati - e senza alcun segno di lesioni ma, quando lo esaminano all’interno, coroner e figlio, trovano indizi che riconducono a un sacrificio umano. La giovane infatti presenta polsi e caviglie fratturate, lingua strappata, cuore lacerato e polmoni bruciati (a indicare che è stata, legata, torturata, pugnalata e, infine, bruciata), inoltre ha un fiore di stramonio - pianta che cresce solo nel nord est degli Stati Uniti - nel petto (il che indica che è stata avvelenata) e un suo dente avvolto in una specie di antico papiro con dei numeri romani nello stomaco (il che indica che li ha dovuti ingerire) ed, infine, un tatuaggio esoterico nella parte interna della pelle.
Improvvisamente, dopo aver trovato morto Stanley, il gatto di casa, un black-out intrappola nel seminterrato i due uomini mentre i morti iniziano ad aggirarsi per i corridoi annunciati dal tintinnio dei campanelli legati alle caviglie. Convinti che la causa di tutto ciò sia il cadavere di Jane Doe, Tommy e Austin gli danno fuoco scoprendo, però, che non è possibile bruciarlo. È così che i due uomini, armati di un’ascia e inseguiti da un cadavere, cercano una via di fuga; non riuscendo a fuggire, Tommy colpisce con l’ascia il cadavere che, però, scopre essere Emma, tornata a vedere come sta il fidanzato.
Decisi a scoprire il segreto di Jane Doe, Tommy ed Austin le analizzano un pezzo di cervello e scoprono che è ancora viva. Austin, ricontrollando il papiro, scopre che riporta un riferimento al Lv 20-27 e l’anno 1693. È così che i due scoprono che Jane Doe è una giovane vissuta nel New England del XVII secolo, accusata di stregoneria e, per questo, sottoposta ad un orrendo rituale il quale, visto che in realtà la giovane non era una strega, invece di scacciare da lei il potere demoniaco lo ha evocato, trasformandola di fatto in una strega che scatena i suoi poteri contro chiunque osi profanare il suo corpo.
Sperando di salvare il figlio, Tommy, ignaro di come il suo corpo sia pieno di ferite, dice a Jane Doe di lasciare che lui la aiuti e così, mentre ogni ferita sul corpo della giovane si risana, esse appaiono su Tommy che viene poi finito da Austin. A questo punto è però lo spirito dello stesso Tommy che, apparendo al figlio, ne causa la caduta e la morte per spezzamento del collo.
La mattina dopo, lo sceriffo Burke arriva all’obitorio e si trova davanti a un dejà vu: un triplice omicidio anomalo (nessun segno di effrazione e nessun movente apparente) e il cadavere intatto della giovane donna. È così che l’uomo fa condurre il corpo di Jane Doe verso il vicino obitorio universitario e, durante il trasporto, si vede l'alluce della giovane muoversi leggermente e si sente un campanello suonare.

## Produzione
Dopo il successo ottenuto con alcuni film in stile found footage, il regista André Øvredal decise di provare qualcosa di diverso, che uscisse fuori dagli schemi che il suo cinema si era prefisso fino a quel momento, e nel farlo fu ispirato da The Conjuring, film che riconobbe come un futuro classico del genere horror già nel momento della sua pubblicazione. Per questo motivo, il regista decise di selezionare una sceneggiatura che fosse "puramente horror" e trovò questo requisito in Autopsy, sceneggiatura che già da un anno aspettava che un regista decidesse di trasformarla in film sebbene avesse ricevuto dei consensi da molti cineasti.
Nella fase successiva, il regista ha inizialmente pensato di rimuovere il personaggio di Tommy, per poi cambiare idea. Per quanto riguarda il casting, Øvredal ha affermato di aver scelto Olwen Kelly per il particolare ruolo della ragazza "morta" in quanto pensava che l'attrice sarebbe riuscita a stabilire una connessione emotiva con pubblico e cast, tant'è che Kelly è stata la prima a svolgere il provino per il ruolo e dopo di lei nessun'altra è riuscita a soddisfare allo stesso modo il regista. Una delle abilità che le hanno permesso di interpretare il ruolo alla perfezione è il saper controllare perfettamente il respiro grazie a tecniche di yoga.

## Distribuzione
Il film è stato presentato il 9 settembre 2016 al Toronto International Film Festival. La data di uscita nelle sale statunitensi è stata fissata per il 21 dicembre 2016.

## Accoglienza

### Incassi
Il film ha incassato 6 milioni di dollari al botteghino internazionale.

### Critica
Secondo l'aggregatore di recensioni Rotten Tomatoes, il film ha ottenuto un indice di apprezzamento dell'87% da parte della critica e un voto di 7,02 su 10 sulla base di 103 recensioni. Secondo Metacritic, Autopsy ha ottenuto un voto di 65 su 100 sulla base di 20 recensioni.

## Riconoscimenti
- 2016 - Toronto International Film Festival
  - Secondo posto al Premio del pubblico nella sezione "Midnight Madness"
- 2016 - Fantastic Fest
  - Miglior film horror
- 2016 - Sitges - Festival internazionale del cinema fantastico della Catalogna
  - Premio speciale della giuria